# Kampfkunst Akademie Krems

## Kampfkunst Akademie Krems
Kampfkunst Akademie Krems (KKA) ist ein österreichischer Sportverein mit Sitz in Krems an der Donau. Der 2014 gegründete Verein widmet sich der Vermittlung und Förderung moderner und traditioneller Kampfkünste – mit Schwerpunkten auf Brazilian Jiu-Jitsu, dem vereinseigenen KKA Fighting System sowie Gewaltprävention und Selbstverteidigung für Kinder und Jugendliche. Der Verein ist als gemeinnütziger Unionssportverein organisiert und Mitglied der Sportunion Niederösterreich. Die Akademie ist regelmäßig bei nationalen Wettkämpfen im Brazilian Jiu-Jitsu vertreten und wird in regionalen Medien wie den Bezirksblättern oder der NÖN als aktiver Impulsgeber im Bereich Kampfkunst, Selbstschutz und Jugendarbeit thematisiert.

## Geschichte
Die Kampfkunst Akademie Krems wurde im Jahr 2014 von Michael Turk und Jürgen Kellner gegründet. Ziel war es, ein ganzheitliches Kampfkunstangebot für Kinder, Jugendliche und Erwachsene in Krems zu etablieren – mit Fokus auf praxisnahe Selbstverteidigung, Persönlichkeitsentwicklung und körperlicher Fitness. Die Akademie ist als gemeinnütziger Verein konstituiert und Teil der Sportunion Österreich.
Turk und Kellner etablierten die KKA Krems darüber hinaus als erste europäische Anlaufstelle für das „Wheeler Systema“ – einem modernen Selbstverteidigungsansatz, entwickelt vom in Los Angeles ansässigen Kampfkunstexperten Martin Wheeler. Wheeler kombiniert in seinem System Prinzipien des russischen Systema mit Elementen aus westlichen Kampfkünsten, Atemtechniken, Taktik und Körperstrukturarbeit.
Mit dieser Positionierung zählt die KKA Krems zu den Vorreitern für Wheeler Systema in Europa und bringt internationale Impulse in die lokale Kampfkunstlandschaft ein.

### Ausbildung der Gründer
Michael Turk verfügt über eine umfassende und internationale Ausbildung in verschiedenen Kampfkunstsystemen:
- Erster WMA Instructor unter Martin Wheeler in Europa
- Systema Instructor unter Vladimir Vasiliev
- 5. Dan Cross Fighting
- 4. Dan SDC Expert Instructor
- 2. Lehrergrad (HG/Dan) WingTsun
- 1. Dan Kickboxen
- Ausbilder für militärischen Nahkampf
- BlueBelt im Brazilian Jiu-Jitsu (verliehen von Menamy Mitanes, Black Belt unter Rigan Machado)
- Zertifizierter Kinder- und Gewaltpräventionstrainer

Jürgen Kellner ist ebenfalls seit vielen Jahren im Bereich Kampfkunst aktiv und verfügt über folgende Graduierungen:
- WMA Instructor in Training unter Martin Wheeler in Europa
- 5. Dan Cross Fighting
- 4. Lehrergrad (HG) / Sifu in WingTsun

## Angebot
Die Akademie bietet ein breites Spektrum an Kampfkunst- und Selbstverteidigungsprogrammen:
- Brazilian Jiu-Jitsu (BJJ) – Technik, Sparring, Wettkampfvorbereitung (mit GI und NoGI)
- KKA Fighting System – ein vereinsintern entwickelter Mix aus Elementen von Systema, Wing Chun, Kickboxen, Thaiboxen, Grappling und weiteren Stilen
- Achtsam Selbstverteidigung für Kinder (8-SAM) – altersgerechtes Präventionsprogramm zur Gewaltvermeidung und Selbstbehauptung
- Cross Fighting Jugend – intensives Selbstschutz- und Fitnessprogramm für Jugendliche
- Fitboxing – Cardio-basiertes Schlag- und Tritttraining für Erwachsene

## Erfolge
Die Kampfkunst Akademie Krems hat im Jahr 2024 mit dem gezielten Aufbau eines vereinseigenen Wettkampfteams im Bereich Brazilian Jiu-Jitsu und Submission Grappling begonnen. Bereits im ersten Jahr konnten Athleten des Vereins Erfolge bei nationalen anerkannten Turnieren feiern.

### Turnierergebnisse
- ADCC Austrian Open 2025
  - Moritz Jany: Goldmedaille (NoGI, Gewichtsklasse bis 65 kg)

- Grappling Industries Austria 2024 (Wien)
  - Bernhard Lintner: Goldmedaille (NoGI, Gewichtsklasse bis 104 kg)
  - Florian Seper: Bronzemedaille (NoGI, Gewichtsklasse bis 77 kg)

Ein Bericht zu den Leistungen erschien im Mai 2025 auf MeinBezirk.at und beschreibt die sportliche Entwicklung des noch jungen Wettkampfteams der Akademie.

## Trainerteam
Der Verein wird von einem erfahrenen Trainerteam geleitet:
- Mike Turk (Head of Training)
- Patrick Eigner (Core-Trainerteam; Fokus: Kids, Jugendliche)
- Claudia Mayerhofer (Core-Trainerteam; Fokus: Fitboxing, Kurse)
- Alexander Kropik (Core-Trainerteam; Fokus: KKA Fighting System)
- Philipp Mühlberger (Trainerteam; Brazilian JiuJitsu)
- Stefan Pommer (Support Team; KKA Fighting System)
- Reinhard Ott (Support Team; KKA Fighting System)
- Veronika Höfinger (Support Team; KKA Fighting System)
- Moritz Jany (Wettkampf-Team Brazilian JiuJitsu)

## Vereinsvorstand
Der Verein wird von einem erfahrenen Funktionärsteam geleitet:
- Mike Turk (Obmann, Schriftführer-Stv.)
- Jürgen Kellner (Obmann-Stv, Schriftführer, Head of Administration)
- Reinhard Ott (Kassier)
- Claudia Mayerhofer (Kassier-Stv.)

## Trainingsstandort
Die Trainingsstätte der Akademie befindet sich im historischen Steiner Göttweigerhof, in Sichtweite der Göttweigerhofkapelle, in der Steiner Kellergasse 3, 3500 Krems an der Donau. Der Verein greift auf rund 250 m2 Fläche samt eigenen kleinen Garten zu. Alles in der direkten Umgebung zum Universitätscampus Krems (Universität für Weiterbildung Krems, IMC Krems, Danube Private University,...)

## Medienpräsenz
Die Aktivitäten und Erfolge der Akademie wurden mehrfach in lokalen Medien wie den Bezirksblättern und der NÖN thematisiert. Besonders hervorgehoben wurden dabei die Wettkampferfolge im BJJ sowie das Engagement in der Gewaltprävention im Kinder- und Jugendbereich.

## Mitgliedschaft
Die Kampfkunst Akademie Krems ist offizieller Mitgliedsverein der Sportunion Niederösterreich. Sie ist unter dem Namen „Kampfkunst Akademie – Unionsverein zur Förderung von Kampfkunst“ registriert.